# Gyula Károlyi
Gyula Károlyi (ur. 7 maja 1871 w Baktalórántházie, zm. 23 kwietnia 1947 w Budapeszcie) – węgierski polityk, konserwatysta oraz premier Węgier w latach 1931–1932.
Karolyi urodził się w miejscowości Baktalórántháza w 1871 roku. W czasie istnienia Węgierskiej Republiki Rad, m.in. wraz z Miklósem Horthym był członkiem antykomunistycznego rządu, który mieścił się w Segedynie. Po upadku komunistów był związany z kręgami konserwatystów.
W początkach Wielkiego Kryzysu, był ministrem spraw zagranicznych w rządzie Istvána Bethlena. W 1931 roku zastąpił Bethlena na stanowisku premiera Węgier. Mimo prób kontynuowania polityki swojego poprzednika nie osiągnął on większych sukcesów. 1 października 1932 roku został odwołany ze swojej funkcji, a na nowego premiera Horthy wyznaczył Gyula Gömbösa.
Gyula Károlyi zmarł 23 kwietnia 1947 roku w Budapeszcie w wieku 76 lat.